# Козицкий, Николай Михайлович
Николай Михайлович Козицкий (род. 15 декабря 1943) — советский самбист и дзюдоист, чемпион и призёр чемпионатов СССР по самбо, призёр чемпионата Европы по дзюдо, призёр чемпионата мира по самбо, Заслуженный мастер спорта СССР, Заслуженный тренер СССР, Заслуженный тренер Украины, Заслуженный тренер России.

## Спортивные результаты
- Чемпионат СССР по самбо 1965 — ;
- Чемпионат СССР по самбо 1966 — ;
- Чемпионат СССР по самбо 1967 — ;
- Чемпионат СССР по самбо 1968 — ;
- Чемпионат СССР по самбо 1969 — ;
- Чемпионат СССР по самбо 1970 — ;
- Чемпионат СССР по самбо 1971 — ;
- Чемпионат СССР по самбо 1972 — ;
- Чемпионат СССР по самбо 1973 — ;
- Чемпионат СССР по самбо 1974 — ;

## Достижения
- Почётная Грамота Президиума Верховного Совета Российской Федерации (26 апреля 1993 года) — за большой личный  вклад в развитие отечественного и мирового спорта, заслуги в подготовке спортсменов высокого класса и в связи с 70-летием со дня образования Центрального спортивного клуба Армии[2].

## Известные воспитанники
- Астахов, Виктор Васильевич (1956) — самбист, чемпион и призёр чемпионатов СССР, Европы и мира, обладатель Кубка мира, Заслуженный мастер спорта СССР, тренер.
- Ратов, Владислав Игоревич (1960—2010) — чемпион и призёр чемпионатов СССР по самбо, Заслуженный мастер спорта России.
- Сидоров, Александр Валентинович (1966) — чемпион СССР, Европы и мира по самбо, мастер спорта международного класса.
- Сободырев, Владимир Александрович (1952) — советский самбист, дзюдоист, борец вольного и классического стилей, чемпион СССР, Европы и мира по самбо, обладатель Кубка мира по самбо, победитель турнира «Дружба-84», призёр чемпионатов СССР по дзюдо, Заслуженный мастер спорта СССР по самбо.
- Сидоркевич, Игорь Михайлович[3] — начальник Главного управления военной полиции Министерства обороны Российской Федерации, генерал-майор. Чемпион Европы и мира по самбо. Заслуженный тренер России.

## Семья
Сын Михаил — самбист, один из последних обладателей Кубка СССР по самбо. Живёт и работает в США. Создатель клуба Liberty Bell. Подготовил несколько чемпионов США по самбо.